# ヘスペリア (カリフォルニア州)
へスペリア（Hesperia）は、アメリカ合衆国カリフォルニア州のサンバーナーディーノ郡にある都市。人口は9万9818人（2020年）。ロサンゼルス大都市圏のベッドタウンである。

## 歴史
本格的な入植が始まったのは1891年にサンタフェ鉄道の駅が開業した後である。開発は鉄道会社主導で行われた。サンタフェ鉄道はアメリカ東部で宣伝活動を展開し入植者を募ったが、分譲地の売れ行きは良くなかった。
1980年代に入ると安価な住宅地が注目を集めるようになり、人口が急増した。1988年に法人化し「ヘスペリア市」が誕生した。市名はギリシャ神話の神ヘスペロスに由来している。

## 地理
標高970メートルの高地砂漠に位置している。年間雨量は約150ミリメートルで、非常に乾燥している。水はカリフォルニア州用水（en:California Aqueduct）によって700キロメートル北から供給されている。

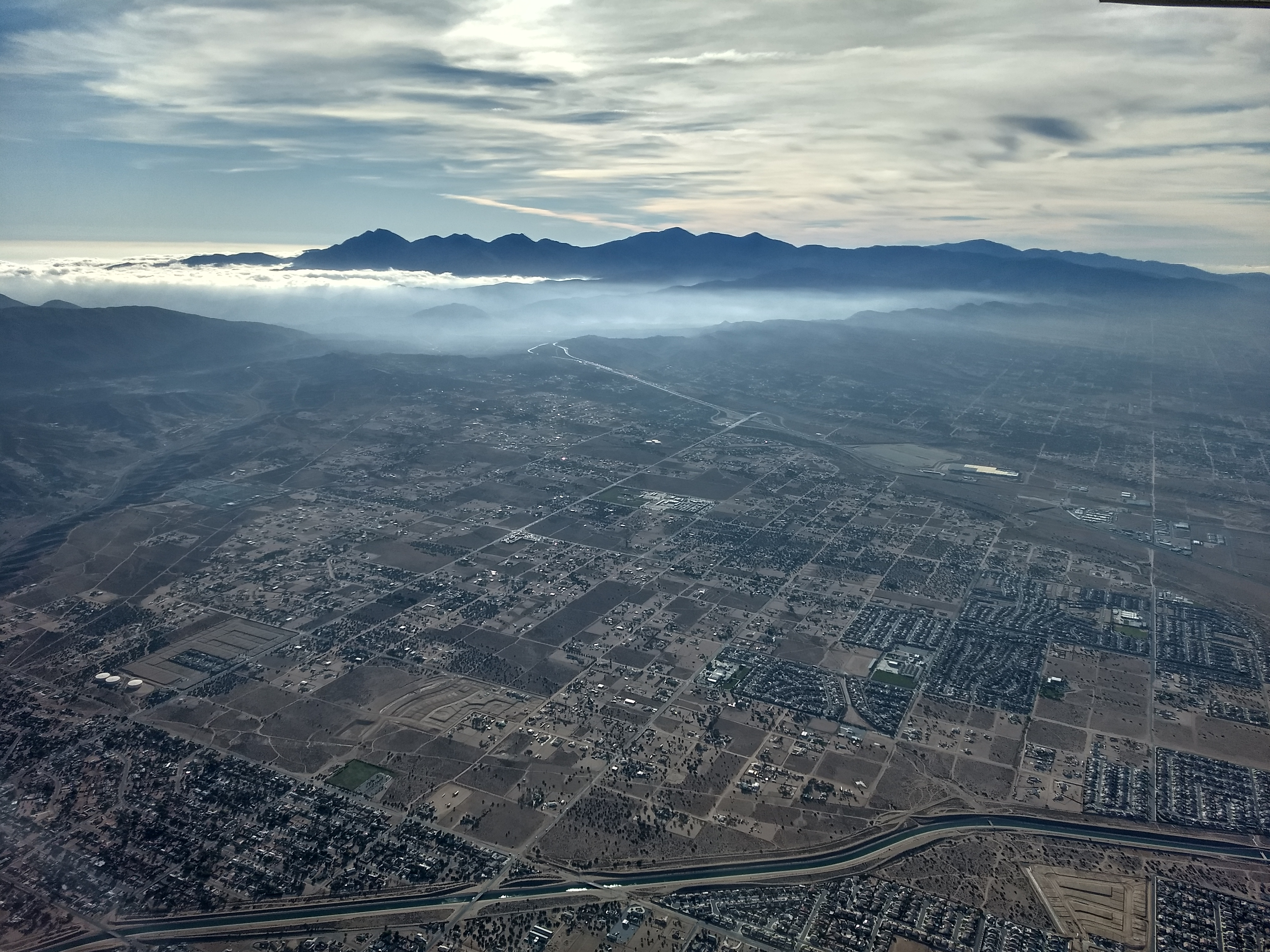
カリフォルニア州用水（手前）